# Муталастрём
Муталастрём (швед. Motala ström) — река в Швеции. В дореволюционных российских источниках, например в «МЭСБЕ», описывается также как Мотала.
Река берёт начало из второго по величине озера страны Веттерн в городе Мутала и впадает в Балтийское море в Норрчёпинге. Длина реки составляет 100 км, площадь водосборного бассейна — 15 481 км². Река протекает через несколько озёр (Бурен, Роксен, Глан), параллельно верхней части реки проходит Гёта-канал.